# Musée national d'Islande
Le musée national d'Islande (en islandais : Þjóðminjasafn Íslands) est un musée situé à Reykjavik qui retrace l'histoire du pays depuis les colonies de Vikings.  Il s'agit de l'un des trois principaux musées d'Islande, avec le musée d'histoire naturelle d'Islande et la galerie nationale d'Islande (is).